# ORP Elbląg
ORP „Elbląg” – okręt polskiej Marynarki Wojennej, kuter rakietowy radzieckiego projektu 205 (według nomenklatury NATO: typ Osa I). W 1990 roku przebudowany na okręt patrolowy, służył do 1995 jako patrolowiec Straży Granicznej SG-303 „Elbląg”.

## Historia
Został zbudowany w Stoczni Rzecznej w Rybińsku na terenie byłego Związku Socjalistycznych Republik Radzieckich. Był szóstym z trzynastu okrętów tego typu w Polsce. Do służby w 3 dywizjonie kutrów torpedowych 3 Brygady Kutrów Torpedowych w Gdyni wszedł 14 września 1966 roku. Od 1971 roku znajdował się w składzie 2 dywizjonu Kutrów Rakietowo-Torpedowych 3 Flotylli Okrętów w Gdyni. W czerwcu 1975 roku okręt wziął udział w ćwiczeniach o kryptonimie Posejdon-75. W dniach 4–26 maja 1983 roku okręt wziął udział w wielkich ćwiczeniach sił Marynarki Wojennej o kryptonimie Reda-83. Został skreślony z listy floty 30 czerwca 1990 roku. Miał numer burtowy 426, a imię nosił od miasta Elbląga.
Pierwszym dowódcą był kpt.mar. Piotr Kołodziejczyk, późniejszy minister obrony narodowej.
Ostatnim dowódcą okrętu był por. mar. Dariusz Mientkiewicz.
W związku z planowanym wycofaniem okrętu, zdecydowano o zaadaptowaniu go do roli okrętu patrolowego Wojsk Ochrony Pogranicza. Został przebudowany w Stoczni Marynarki Wojennej w Gdyni i pozbawiony dotychczasowego uzbrojenia. 20 września 1990 roku, zachowując nazwę ORP „Elbląg”, został przeklasyfikowany na okręt patrolowy o oznaczeniu OP-303 i numerze burtowym „303” oraz przydzielony do Pomorskiego dywizjonu Okrętów Pogranicza w Morskiej Brygadzie Okrętów Pogranicza. Od 1991 roku, po przejęciu okrętu przez Straż Graniczną (SG), służył jako SG-303 „Elbląg” do 1 marca 1995 roku. Według innych źródeł służył w kaszubskim dywizjonie Morskiego Oddziału Straży Granicznej w Gdańsku do 22 czerwca 1995 roku, a następnie był złomowany.

## Dane taktyczno-techniczne
- Wyporność standardowa: 171 t
- Długość: 38,5 m
- Szerokość: 7,6 m
- Prędkość maksymalna: 40 w
- Zasięg: 800 Mm
- Autonomiczność: 5 dób
- Załoga: 30 osób

## Uzbrojenie
- 4x1 wyrzutnie przeciwokrętowych kierowanych pocisków rakietowych P-15 Termit (według nomenklatury NATO: SS-N-2A Styx)
- 1x4 wyrzutnia przeciwlotniczych kierowanych pocisków rakietowych Strzała-2M (według nomenklatury NATO: SA-N-5 Grail)
- 2x2 armaty morskie kalibru 30 mm AK-230